# Мальтинский, Хаим Израилевич
Хаим Израилевич Мальтинский (идиш חיים מאלטינסקי‎; 7 августа 1910, Поневеж — 16 февраля 1986, Ор-Йехуда) — еврейский поэт, драматург. Писал на идише.

## Биография
Учился в хедере, затем в школах Минска. Окончил Киевский педагогический институт. Рано начал писать стихи, дебютировал в 1927 году в минской газете «Дер юнгер арбетер» («Молодой рабочий»). Позднее печатал стихи и переводы из русских и белорусских поэтов в минских еврейских периодических изданиях «Октябер» («Октябрь») и «Штерн» («Звезда»).
До войны опубликовал сборники стихов «Ви дос лэбм тайэр» («Дорога́, как жизнь»; Харьков, 1931), «Ундзэр хор» («Наш хор»; Минск, 1933), «Гейн зол зих гринг» («Шагать нужно бодро»; Минск, 1936), «Он а шотн» («Без тени»; Минск, 1936), «Фар бридэрлэх ун швэстэрлэх» («Братишкам и сестрёнкам»; Минск, 1939). Писал также пьесы для детей: «Аф дер вишке» («На вышке», 1934), «Фаран а форпост» («Есть такой форпост», 1935). В 1939 году в серии брошюр о героях труда был опубликован его очерк «Арон Кислер» (Киев).
В июне 1941 года добровольцем ушёл на фронт, получил боевые награды — медали «За отвагу», «За оборону Сталинграда»; ордена. Член ВКП(б) с 1943 года. В 1945 году после ранения под Берлином ему ампутировали ногу. Вернувшись в Минск, узнал о гибели всей своей семьи, в том числе жены и семилетнего сына. В газете «Эйникайт» опубликовал стихи о войне. Автор надписи на идиш на памятнике евреям — жертвам нацизма.
Некоторое время жил в Москве, в 1947 году переехал в Биробиджан, редактировал газету «Биробиджанер штерн» и альманах «Биробиджан». В 1948 году опубликовал поэмы «Йойсэф Бумагин» и «Двойрэ».
В 1949 году, как многие деятели еврейской культуры, был репрессирован. В 1956 году освобождён, вернулся в Минск. В 1960 году в Ташкенте вышел небольшой сборник стихов на русском языке "Упорство". С 1961 года (с момента основания) печатался в московском журнале «Советиш геймланд».
В 1963 году вышел в свет сборник стихов «Аксл цу аксл мит але зин» («Плечом к плечу со всеми сыновьями», Минск), в 1973 году — «Йорн, йорн майнэ» («Годы, годы мои», Москва).
В 1973 году репатриировался в Израиль. Здесь опубликованы сборники стихов «Ди эрд фарштэйт» («Земля понимает», 1976), «Майн мас онблик» («Взгляд моей мамы», 1977), «Майн димьен-брик» («Мой мост воображения», 1978), «Фрише винтн» («Свежие ветры», 1980); книги мемуаров «Дэр москвэр мишпет ибер ди биробиджанэр» («Московский суд над биробиджанцами», 1981) и «Ин зибм зунен» («Под семью солнцами», 1983); книга прозы «Дэр дройсн менч» («Человек с улицы», 1986).
Похоронен в Нацрат-Иллите.

## Переводы
На русский язык стихи Мальтинского переводили Лев Озеров, Варлам Шаламов и другие. Шаламов познакомился с Мальтинским в «Советском писателе» благодаря Гарольду Регистану (сыну автора гимна) и проникся его судьбой. Среди сборников стихов в переводе с идиш на русский язык — "Земляника на ладони" (Советский писатель, 1965), "Добрый Шмуля" (Детская литература, 1965), "Бьется сердце родника" (Советский писатель, 1969), "Кузнец на сосне" (Детская литература, 1971).